# Marianna Skrzypek
Marianna Skrzypek z domu Wolna (ur. 23 lipca 1943 w Katowicach, zm. 22 lutego 1989) – polska pedagog i polityk, posłanka na Sejm PRL IX kadencji.

## Życiorys
Była córką Józefa i Pauliny. Pracowała w Kuratorium Okręgu Szkolnego w Katowicach, a w 1964 przeszła do pracy w zarządzie wojewódzkim Związku Młodzieży Wiejskiej. Od 1972 instruktor (w 1976 starszy), od 1976 do 1979 zastępca kierownika Wydziału Organizacyjnego w Komitecie Wojewódzkim Polskiej Zjednoczonej Partii Robotniczej w Katowicach, pełniła tamże funkcję wiceprzewodniczącej Komisji Kobiet. W 1978 skończyła Uniwersytet Śląski w Katowicach, uzyskując tytuł zawodowy pedagoga. Od 1979 do 1981 była sekretarzem ds. nauki, oświaty i wychowania Komitetu Miejskiego PZPR w Katowicach. Od 1981 sekretarz w Zarządzie Wojewódzkim Ligi Kobiet Polskich, sprawowała również funkcję wiceprzewodniczącej Rady do spraw Rodziny przy Urzędzie Wojewódzkim. Członkini prezydium Rady Wojewódzkiej Patriotycznego Ruchu Odrodzenia Narodowego.
W 1985 uzyskała mandat posłanki na Sejm PRL IX kadencji w okręgu Tychy. Zasiadała w Komisji Budownictwa, Gospodarki Przestrzennej, Komunalnej i Mieszkaniowej oraz w Komisji Nadzwyczajnej do rozpatrzenia poselskiego projektu ustawy o konsultacjach społecznych i referendum. Zmarła w trakcie kadencji.
Otrzymała Złoty i Srebrny Krzyż Zasługi.
Pochowana na Cmentarzu Komunalnym przy ul. Panewnickiej w Katowicach.